# Иван Петров Тафраљи
Иван Петров Тафраљи је османски драгоман бугарског порекла из 1630-их и тајни руски сарадник. .
Није утврђено када се родио. Прве информације о њему су из руских архива и потичу из 1630-их. У то време су се у Цариграду играле палаче сплетки и подвале код чувеног Султаната жена у борби за превласт и моћ. Руски цареви Михаил I Романов и Алексеј I Романов великодушно уживају у услугама Тафраља.
Након што је цариградски патријарх Партеније III Цариградски објешен због шпијунаже у корист Русије 24. марта 1657. године, Тафраљи је прихватио свештенство. Касније је коришћена за изузетно важну и деликатну руску дипломатску мисију Богдана Хмељницког, након чега је козачки главар прихватио да буде стављен под окриље руског цара и избил је устанак Богдана Хмељницког.  Није познато да његова активност утиче на тадашње догађаје у Влашкој, а нарочито о битки код Финте у којој је Тимош Хмелницки на страни Василија Лупу.